# Diocese de Volterra
A Diocese de Volterra (em latim: Dioecesis Volaterrana) é um território eclesiástico católico romano na Toscana, na Itália central. É sufragânea da Arquidiocese de Pisa.

## História
Volterra é uma antiga cidade etrusca, mais tarde conquistada pelos romanos.
De acordo com o Liber Pontificalis, Volterra foi o local de nascimento de São Lino, o sucessor imediato de São Pedro. Nada se sabe quanto às suas origens cristãs. Justus (560), irmão de Clemente, que com Ottaviano são os três patronos da diocese de Volterra, esteve inicialmente envolvido no Cisma dos Três Capítulos.
No período carolíngio, pertenceu ao marquês da Toscana; com a aprovação de Henrique, filho de Frederico Barbarossa, o governo depois passou para as mãos do bispo, até que sua autoridade temporal foi suspensa pela comuna. Nas guerras ou facções do século XIII, Volterra, sendo gibelina, esteve continuamente envolvida com os florentinos, que a capturaram em 1254, mas só obtiveram a posse definitiva em 1361.
A diocese de Volterra foi imediatamente submetida à Santa Sé até 1856, quando se tornou sufragânea de Pisa.

### Sínodos diocesanos
Um sínodo diocesano era uma reunião irregular, mas importante, do bispo de uma diocese e seu clero. Seu propósito era (1) proclamar de maneira geral os vários decretos já emitidos pelo bispo; (2) discutir e ratificar medidas sobre as quais o bispo escolheu consultar seu clero; (3) publicar estatutos e decretos do sínodo diocesano, do sínodo provincial e da Santa Sé.
O bispo Guido Servidio (1574–1598) presidiu um sínodo diocesano na catedral de Volterra em 8–10 de maio de 1590, e publicou as constituições da reunião. O bispo Orazio degli Albizzi (1655–1676) realizou um sínodo diocesano em 2 de outubro de 1657 e publicou as atas; ele realizou outro sínodo em 11 de novembro de 1674.  Um sínodo diocesano foi realizado pelo Bispo Ottavio del Rosso (1681–1714) na catedral em 14–15 de junho de 1684, cujas atas foram publicadas. Ele realizou seu segundo sínodo na catedral de Volterra em 26-27 de abril de 1690; seus decretos foram publicados.

## Bispos

### desde 1800
- Giuseppe Gaetano Incontri (6 out 1806 – 15 abr 1848)
- Ferdinando Baldanzi (1851–1855)[11]
- Giuseppe Targioni (3 de agosto de 1857 - 17 de abril de 1873)
- Ferdinando Capponi (25 de julho de 1873 –1881)[12]
- Giuseppe Gelli (27 de março de 1882 – 2 de março de 1909)
- Emanuele Mignone (29 de abril de 1909 –1919)[13]
- Raffaele Carlo Rossi, O.C.D. (22 de abril de 1920 –1923)[14]
- Dante Carlo Munerati, SDB (20 de dezembro de 1923 - 20 de dezembro de 1942)
- Antonio Bagnoli (17 de agosto de 1943 –1954[15]
- Ismaele Mario Castellano,  OP (24 de agosto de 1954 - 3 de agosto de 1956 renunciou)
- Marino Bergonzini (12 de janeiro de 1957 –1970)[16]
- Roberto Carniello (7 de outubro de 1975 - 5 de março de 1985 renunciou)
- Vasco Giuseppe Bertelli (25 de maio de 1985 – 18 de março de 2000 Aposentado)
- Mansueto Bianchi (18 de março de 2000 –2006)[17]
- Alberto Silvani (8 de maio de 2007 – 12 de janeiro de 2022)
- Roberto Campiotti (12 de janeiro de 2022 – presente)

## Livros
- Gams, Pius Bonifatius (1873). Series episcoporum Ecclesiae catholicae: quotquot innotuerunt a beato Petro apostolo. Typis et Sumptibus Georgii Josephi Manz. Ratisbon: [s.n.] p. 763-764. (Use with caution; obsolete)
- Eubel, Conradus (ed.) (1913). Hierarchia catholica. Libreria Regensbergiana (em latim). Tomus 1 second ed. Münster: [s.n.]
- Eubel, Conradus (ed.) (1914). Hierarchia catholica. Libreria Regensbergiana (em latim). Tomus 2 second ed. Münster: [s.n.]
- Eubel, Conradus (ed.); Gulik, Guilelmus (1923). Hierarchia catholica. Libreria Regensbergiana (em latim). Tomus 3 second ed. Münster: [s.n.]
- Gauchat, Patritius (Patrice) (1935). Hierarchia catholica. Libraria Regensbergiana (em latim). Tomus IV (1592-1667). Münster: [s.n.]
- Ritzler, Remigius; Sefrin, Pirminus (1952). Hierarchia catholica medii et recentis aevi. Messagero di S. Antonio (em latim). Tomus V (1667-1730). Patavii: [s.n.]
- Ritzler, Remigius; Sefrin, Pirminus (1958). Hierarchia catholica medii et recentis aevi. Messagero di S. Antonio. Tomus VI (1730-1799). Patavii: [s.n.]
- Ritzler, Remigius; Sefrin, Pirminus (1968). Hierarchia Catholica medii et recentioris aevi. Libreria Regensburgiana (em latim). Volume VII (1800–1846). Monasterii: [s.n.]
- Remigius Ritzler; Pirminus Sefrin (1978). Hierarchia catholica Medii et recentioris aevi. Il Messaggero di S. Antonio (em latim). Volume VIII (1846–1903). [S.l.: s.n.]
- Pięta, Zenon (2002). Hierarchia catholica medii et recentioris aevi. Messagero di San Antonio (em latim). Volume IX (1903–1922). Padua: [s.n.] ISBN 978-88-250-1000-8

### Estudos
- Amidei, Gaspero (1864). Delle istorie volterrane libri due: aggiunte le biografie di molti fra i piu illustri cittadini di Volterra. B. Sborgi (em italiano). Volterra: [s.n.]
- Ammirato, Scipione (1637). Vescovi di Fiesole di Volterra e d'Arezzo. Amadore Massi (em italiano). Firenze: [s.n.]
- Cappelletti, Giuseppe (1864). Le chiese d'Italia. G. Antonelli (em italiano). decimotto (18). Venezia: [s.n.] pp. 181–265
- Ceccarelli Lemut, Maria Luisa (1991). Cronotassi dei vescovi di Volterra dalle origini all' inizio del 13. secolo (em italiano). Pisa: [s.n.]
- Giachi, Anton Filippo (1887). Saggio di ricerche storiche sopra lo stato antico e moderno di Volterra: salla sua origine fino al tempi nostri. Sborgi (em italiano) seconda ed. Firenze-Volterra-Cecina: [s.n.] pp. 183–253 [with many documents]
- Kehr, Paul Fridolin (1908). Italia pontificia. vol. III. Berlin 1908. pp. 279–315. (in Latin)
- Lancini, Gaetano (1869). Illustrazione sulla cattedrale di Volterra. Siena: Sordo-Muti. (in Italian)
- Lanzoni, Francesco (1927), Le diocesi d'Italia dalle origini al principio del secolo VII (an. 604), Faenza 1927, pp. 559–564. (in Italian)
- Paganelli, Jacopo (2015). «Episcopus vulterranus est dominus». Il principato dei vescovi di Volterra fino a Federico II. Dissertation: University of Pisa. 2015. (in Italian)
- Schwartz, Gerhard (1913), Die Besetzung der Bistümer Reichsitaliens unter den sächsischen und salischen Kaisern : mit den Listen der Bischöfe, 951-1122, Leipzig-Berlin 1913, pp. 223–224. (in German)
- Schneider, Fedor (1907). Regestum volaterranum: Regesten der Urkunden von Volterra (778-1303). Roma: Loescher. (in Italian)
- Ughelli, Ferdinando; Coleti, Nicolò (1717). Italia sacra: sive De episcopis Italiae et insularum adjacentium, rebusque abiis praeclare gestis... apud Sebastianum Coleti (em latim). Tomus primus secunda ed. Venice: [s.n.] pp. 1425–1463
- Volpe, Gioacchino (1923). Volterra: storia di Vescovi signori, di istituti comunali, di rapporti tra stato e chiesa nelle città italiane, secoli XI-XV. Soc. An. Editrice "La Voce" (em italiano). Firenze: [s.n.]
- Volpe, G. (1964). "Vescovi e Comune di Volterra," in: Toscana Medievale (Firenze: Sansoni 1964), pp. 143–311. (in Italian)